# Debreceni Boglárka
Debreceni Boglárka (Salgótarján, 1981. augusztus 11. –) író, költő, szerkesztő, kritikus.

## Életpályája
A Nagy Lajos Király Magánegyetemen és a Miskolci Egyetemen végzett mint művészettörténész, kulturális antropológus, muzeológus, vizuális kultúra, művészettörténet és társadalomismeret tanár.Korábban egy művészeti szakközépiskolában tanított, aztán a Petőfi Irodalmi Múzeum művészeti tárában helyezkedett el, majd a Kassák Múzeumban dolgozott. Jelenleg szabadúszó íróként, szerkesztőként és rendezvényszervezőként tevékenykedik.
2008-tól a Magyar Tudományos Akadémia Miskolci Területi Bizottsága Művészettörténeti Munkabizottságának tagja.
2009-től a Fiatal Írók Szövetsége tagja.
2010-től a József Attila Kör tagja.
2010-től a Magyar Újságírók Országos Szövetsége és a Hungarian International Press Association tagja.
2020-tól a Szépírók Társasága tagja.

## Munkássága

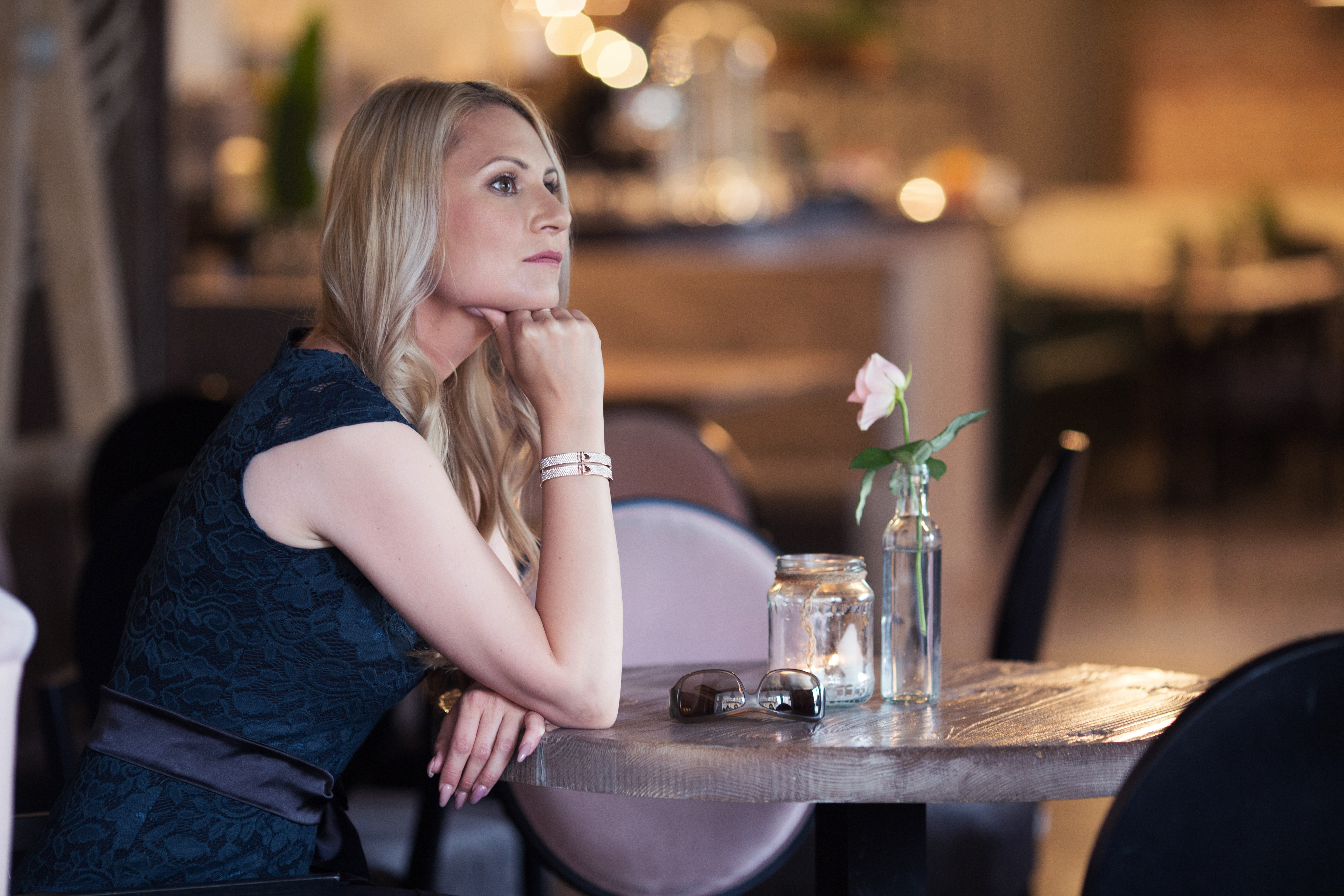
Fotó: Raffay Zsófia

Rendszeresen publikál irodalmi, művészeti, társadalomtudományi, pedagógiai folyóiratokban, az Irodalmi Rádió szerzője. Művei antológiákban is megjelentek.
Verseit és novelláit angol, szerb és török nyelvre fordították.
2010-ben jelent meg első önálló novelláskötete Bébikommandó címmel (FISZ Könyvek), valamint a Semmi mozdulat most – Mikszáth Kálmán összes fényképe, válogatott ábrázolások (Petőfi Irodalmi Múzeum).
2010-ben elindította a Chat Room – Irodalmi Esték a Kassák Múzeumban c. rendezvénysorozatot.
2013-ban a Palócföld irodalmi, művészeti, közéleti folyóirat tárcarovatának szerzője (tarján bulvár).
Egy új lírai műfaj, a képregénytechnika alkalmazására épülő komix megalkotója. Ebben a stílusban hozta létre 2008-ban a Hiánypótlás I-III., 2009-ben a Szőkék, a Próbababák és a Vidi ciklusait, majd a Panorámát.
2014 februárjától 2015 májusáig az Irodalmi Centrifuga online magazin főszerkesztője, a FEM-X, az FM-X, a Kreativity, az Epizód, a Meeting és az X-MEN c. rovatok elindítója.

## Díjai, elismerései
- 2007-ben Kaleidoszkóp-díjat kapott
- 2009-ben I. helyezést ért el a Fiatal Írók Szövetsége által meghirdetett alkotói pályázaton, a Bébikommandó c. prózagyűjtemény kéziratával
- 2010-ben Móricz Zsigmond irodalmi ösztöndíjjal tüntették ki
- 2012-ben NKA alkotói ösztöndíjas

## Művei
- Bébikommandó (novellettek/rövidprózák); FISZ, Bp., 2010 (FISZ könyvek)
- Csemniczky Zoltán szobrász (katalógus); előszó, szerk. Debreceni Boglárka; T-Art Alapítvány, Bp., 2010 (Paletta)
- Semmi mozdulat most. Mikszáth Kálmán összes fényképe, válogatott ábrázolások; összeáll., szerk., utószó Debreceni Boglárka; Petőfi Irodalmi Múzeum, Bp., 2010
- Panoráma. Hotel Nixen (komixok); Balassi Bálint Megyei Könyvtár, Salgótarján, 2013 (Palócföld könyvek)
- A belső tó (lélektani gondolatregény); FISZ, Budapest, 2019 (Hortus Conclusus)
- Testidegenek; Tipp Cult, Budapest, 2019 (Parnasszus könyvek P'art)
- Testidegenek (ebook); Underground Kiadó, Budapest, 2020